# Heterosminthurus bilineatus
Heterosminthurus bilineatus är en urinsektsart som först beskrevs av Bourlet 1842.  Heterosminthurus bilineatus ingår i släktet Heterosminthurus, och familjen Bourletiellidae. Arten är reproducerande i Sverige.